# Вир (община Македонський Брод)
Вир (мак. Вир) — село в Македонії, в общині Македонський Брод, у районі Порече, поблизу міста Македонський Брод.

## Походження і значення назви
Назва села походить від слова вир, що означає колодязь, де збирають воду.

## Географія та розташування

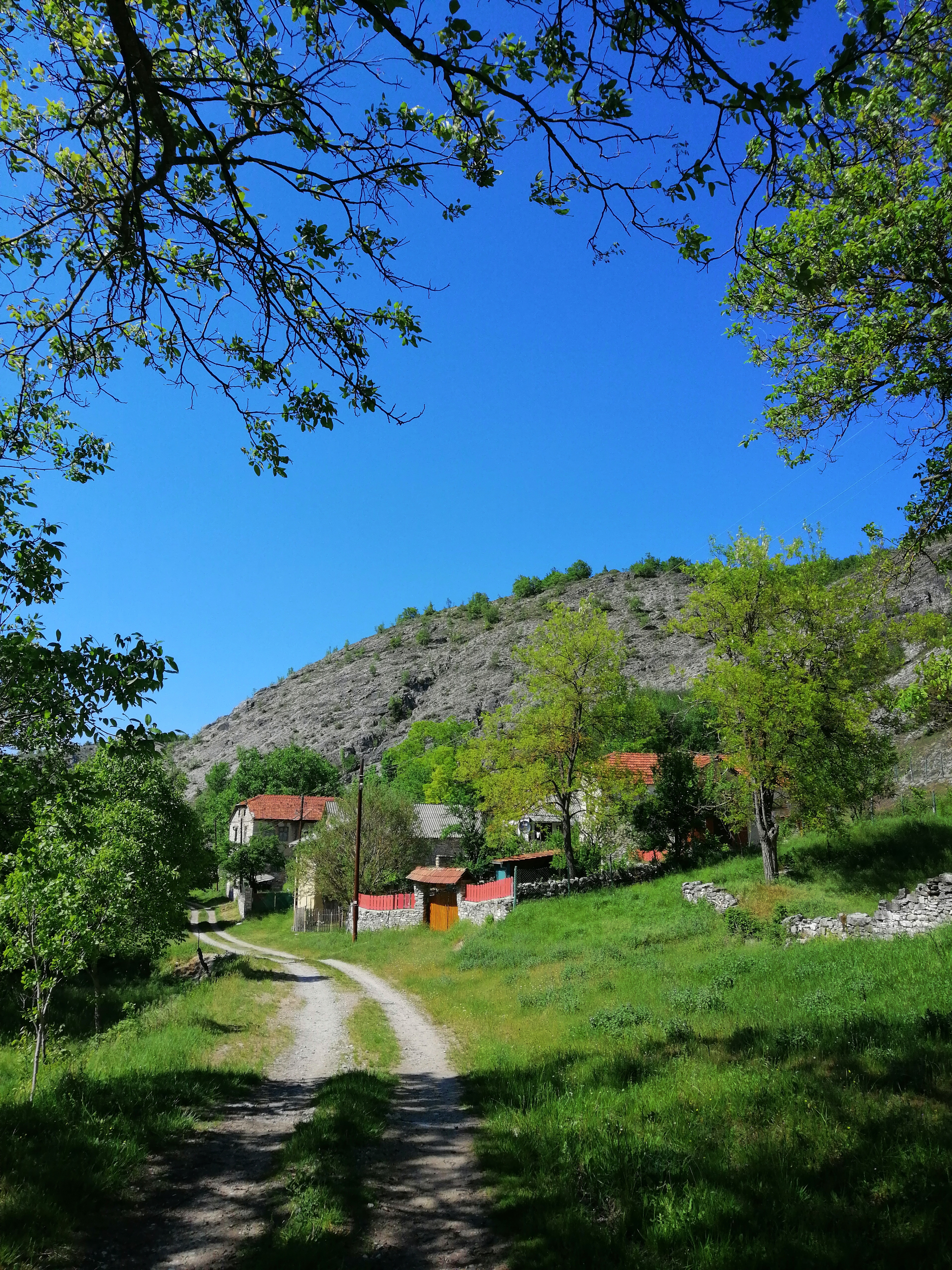
В'їзд до села

Село розташоване в районі Порече, у північно-східній частині території общини Македонський Брод, на правому березі річки Треска. Село рівнинне, на висоті 640 метрів. Відстань до міста Македонський Брод становить 15 км.
Село розташоване у верхній частині долини річки Модришка Река, що впадає в Треску, біля села Модриште. Навколо села поля, та невелика кількість лісу.
Будинки стоять на дні долини та вздовж берегів. Вони згруповані в трьох мікрорайонах: Шяковський, Ніколовський та Шутевський.
До села Вир веде ґрунтова дорога, яка починається від села Модриште. По суші село пов'язане з селом Локвиця.

## Історія
В районі села знаходяться старожитності місцевості Горна Церква, де є кладовище.
Народні перекази стверджують, що село утворилося в результаті імміграції і спочатку називалося Дервен Вир.
У XIX столітті Вир — село в нахії Поречка Кичевської кази в Османській імперії .

## Економіка
Займає площу 11,1 км². Тут переважають ліси на площі 617,7 га, рілля — 89,2 га, пасовища — лише 22,4 га.
Село має змішану сільськогосподарсько-лісогосподарську функцію.

## Населення
За даними 1873 року в селі було 40 дворів із 161 жителем, з них 55 мусульман і 106 християн.
За даними Василя Кнчова («Македонія. Етнографія і статистика») від 1900 року в селі Вир проживало 290 жителів, усі македонці. За словами секретаря Болгарського екзархату Димитара Мішева («La Macedoine et sa Population Chrétienne ») у 1905 році у Вирі налічувалося 280 жителів. 
Вир — невелике село, в якому в 1961 році проживало 245 жителів, а в 1994 році кількість зменшилася до 31 жителя, населення македонське. 
За переписом населення 2002 року в селі Вир проживало 18 мешканців, усі македонці. 

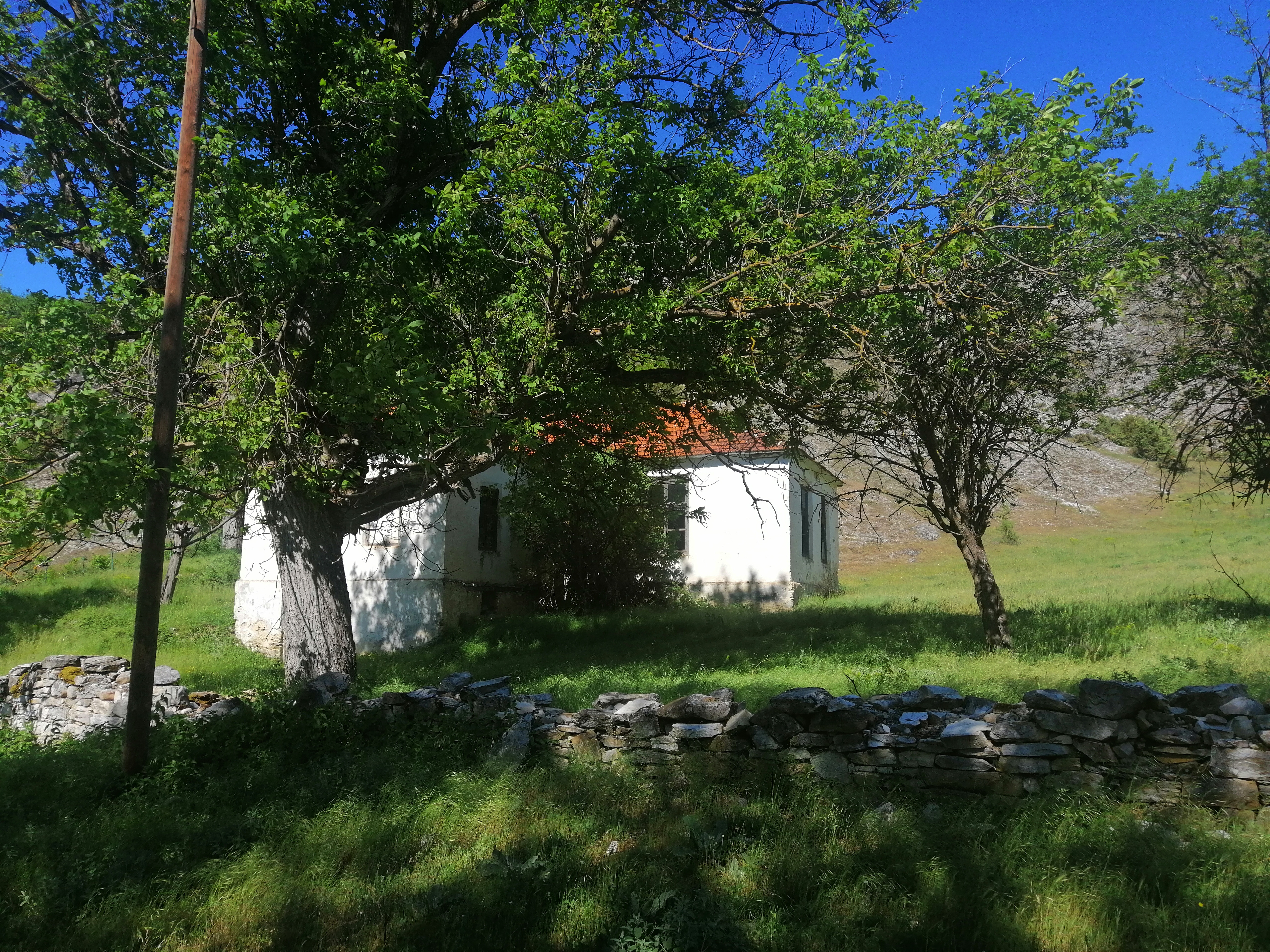
Стара школа

## Культурні пам'ятки
Церкви
- Церква Св. Ніколи — сільська церква;[7]
- Церква Св. Афанасія — сільська церква.[7]